# PSA Hybrid

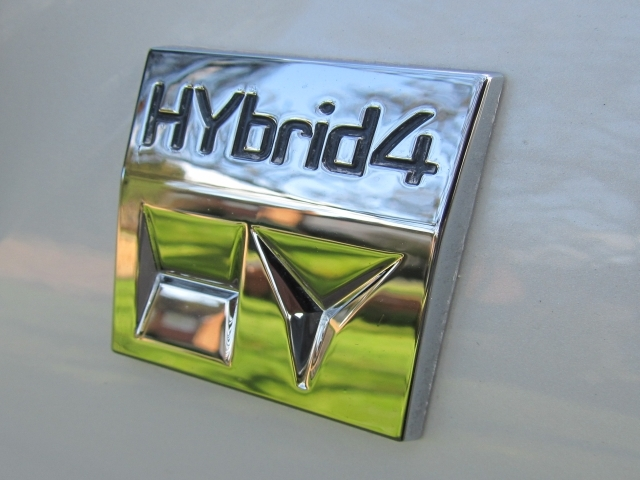
Logo Peugeot HYbrid4

Le PSA Hybrid et Hybrid4 est un système de motorisation hybride électrique du constructeur automobile français PSA associé à l'équipementier allemand Bosch commercialisé depuis 2011. Il est décliné en deux versions : Hybrid pour la version deux roues motrices (traction) et Hybrid4 pour la transmission intégrale.

## Histoire

### Première génération (2011)
À la suite du succès de la Toyota Prius HSD, PSA Peugeot Citroën entame un projet de recherche et développement qui aboutit en 2006 à de premiers essais sur des prototypes de Peugeot 307. En 2011, PSA commercialise la Peugeot 3008 équipée du premier moteur Hybrid4 de série. Cette solution permet l'utilisation conjointe d'un moteur Diesel et d'un moteur électrique en mode alternés ou simultanés :
- moteur diesel Peugeot : HDi FAP de 2 litres et 163 ch qui entraîne les roues avant (optimal pour les trajets routiers et autoroutiers) ;
- moteur électrique Bosch : avec 37 ch et des émissions de CO2 réduites, silencieux, il entraîne les roues arrière jusqu’à 4 km en mode électrique pur (optimal lors des démarrages, des roulages à basse vitesse, de la conduite en milieu urbain ou les décélérations).

Le moteur thermique est couplé à une boîte de vitesses robotisée à six rapports « BMP6 » ou « ETG6 » (mode automatique ou séquentiel manuel) et géré par un système Stop & Start haute tension Bosch. Quatre modes de conduite sont proposés : « Auto » (optimum), « ZEV » (mode électrique forcé), « Sport » (favorise les accélérations et les reprises) et « 4WD » (quatre roues motrices).

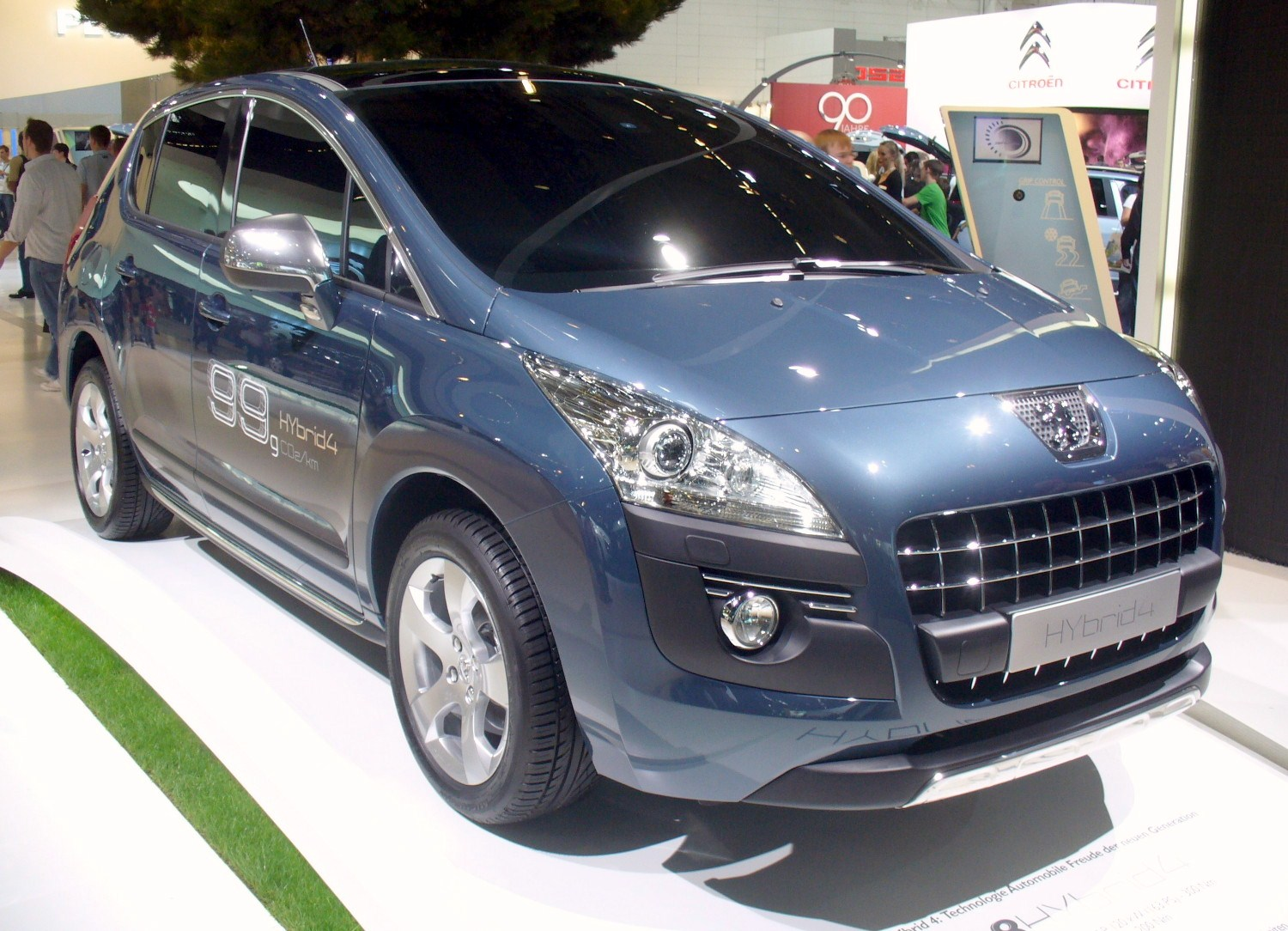
Peugeot 3008 HYbrid4, salon de Francfort, 2009.
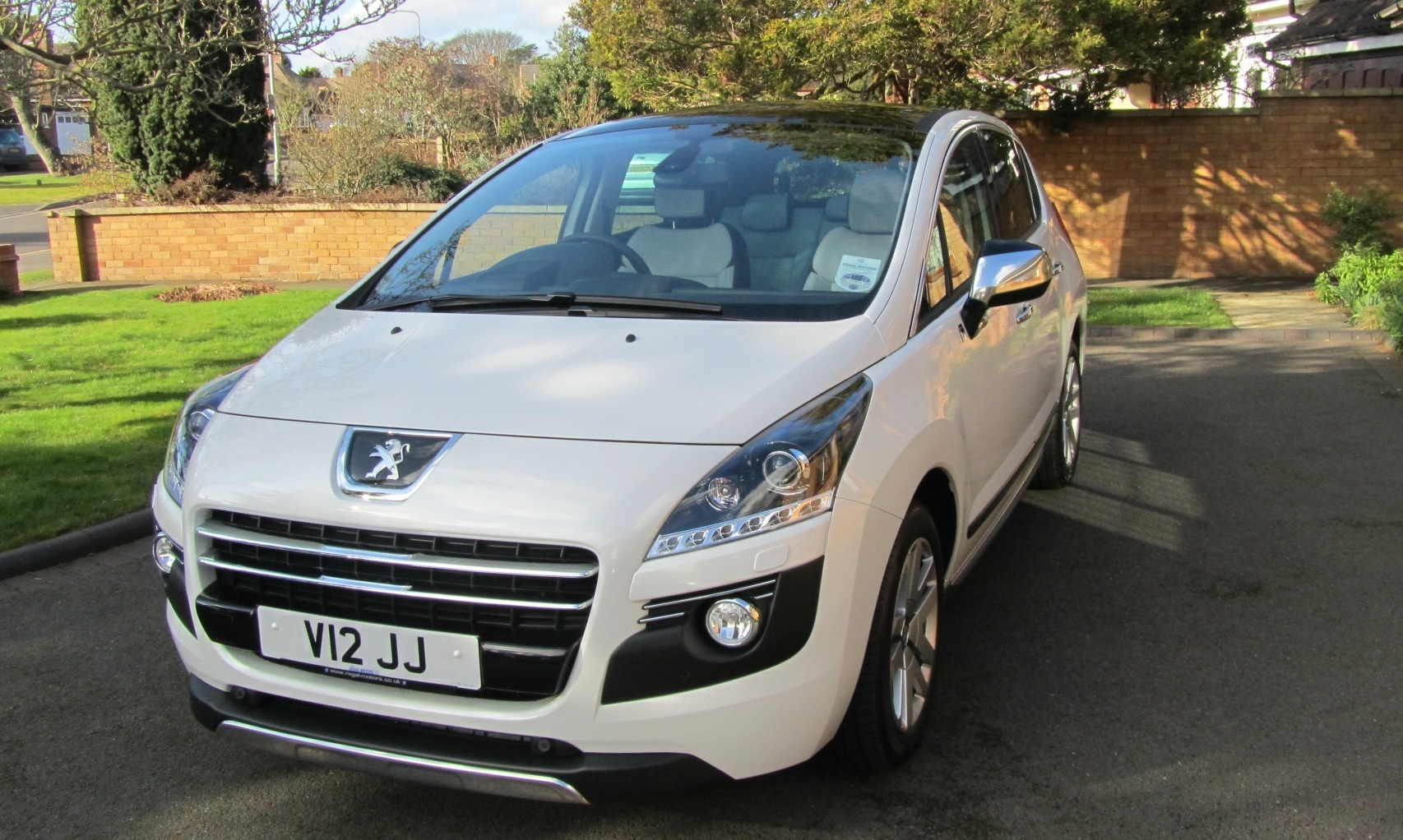
Peugeot 3008 HYbrid4 2012, modèle britannique.
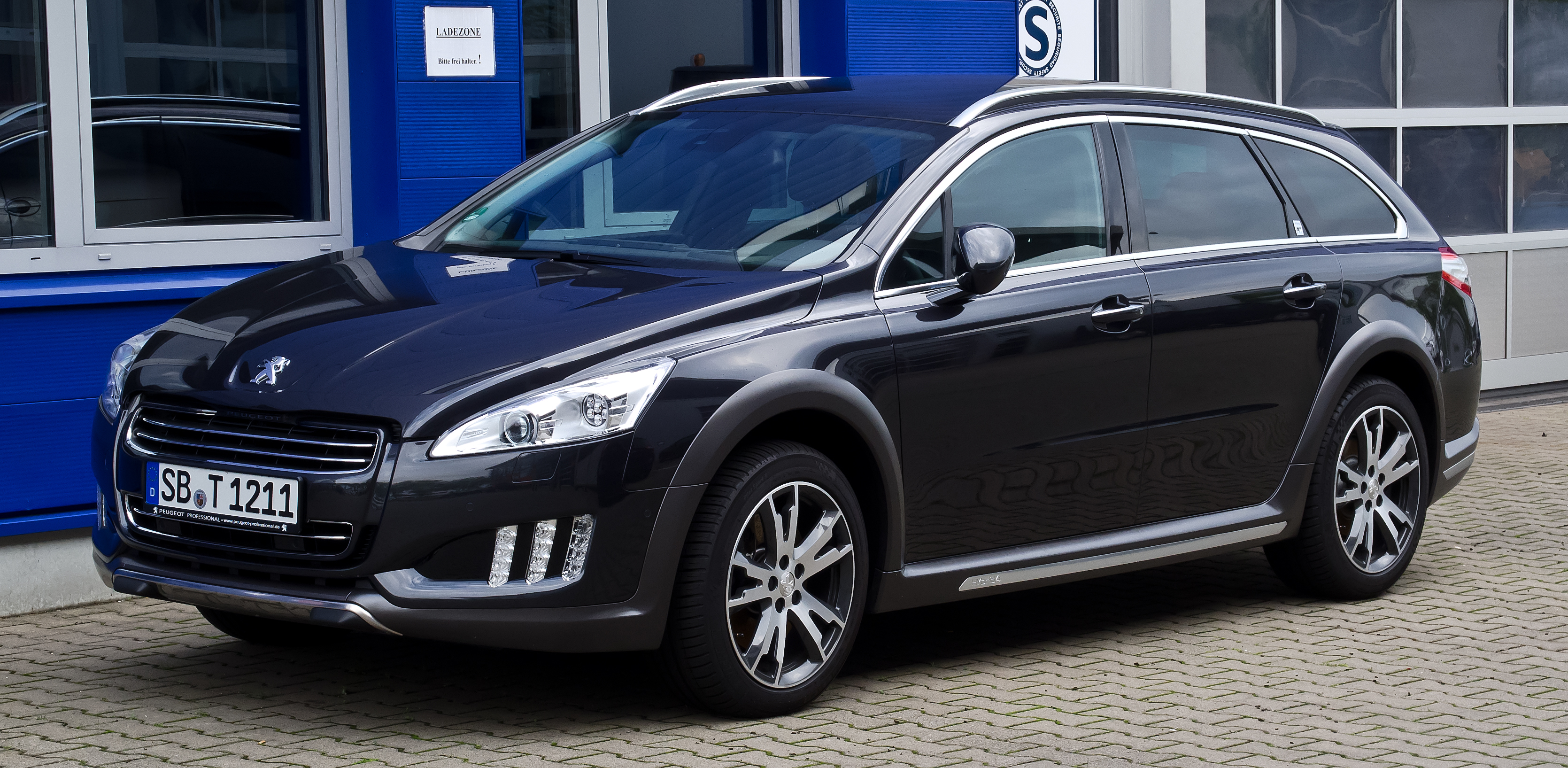
Peugeot 508 RXH HYbrid4.
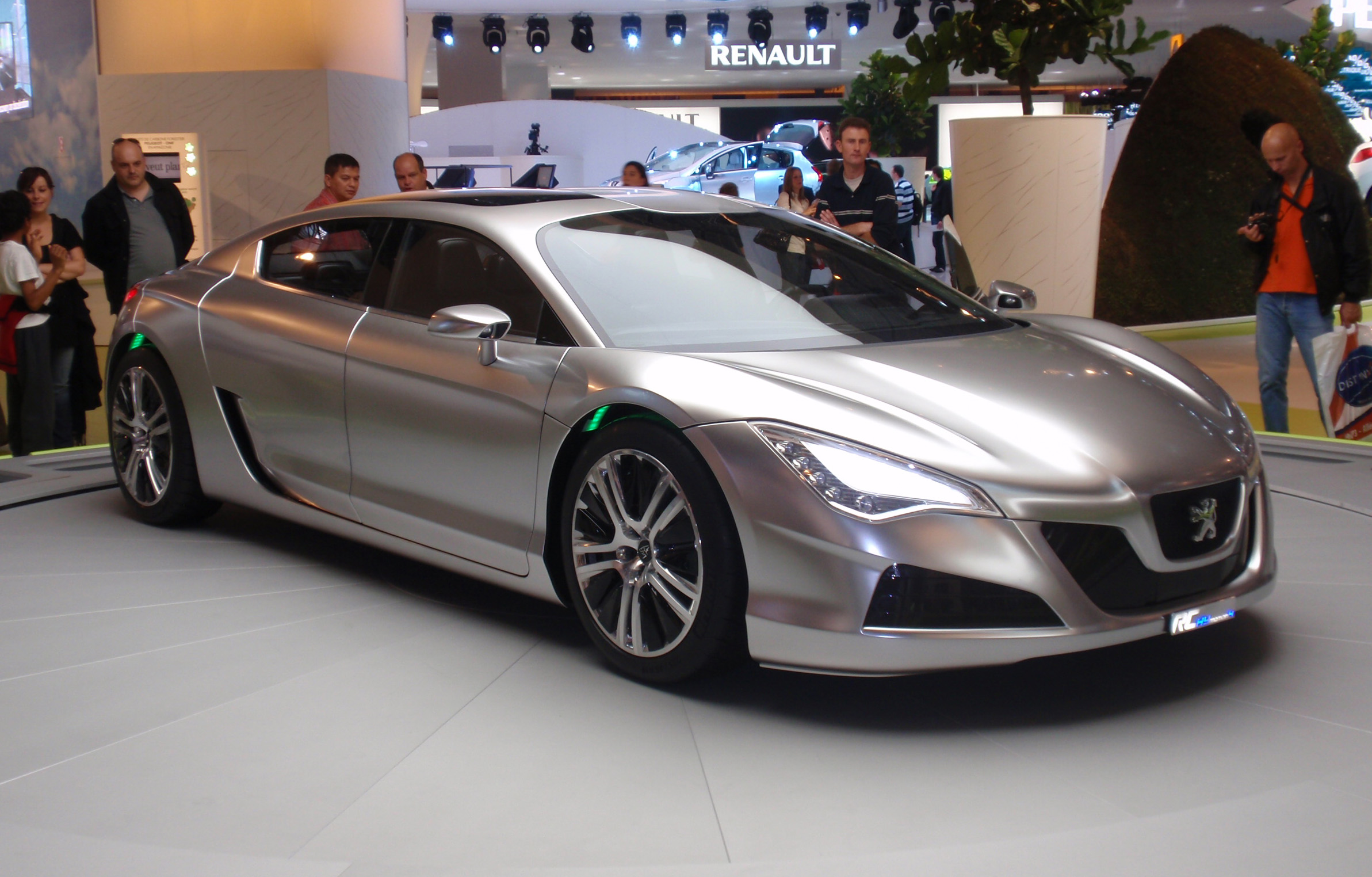
Peugeot RC Hybrid4, mondial de l'automobile de Paris 2008.
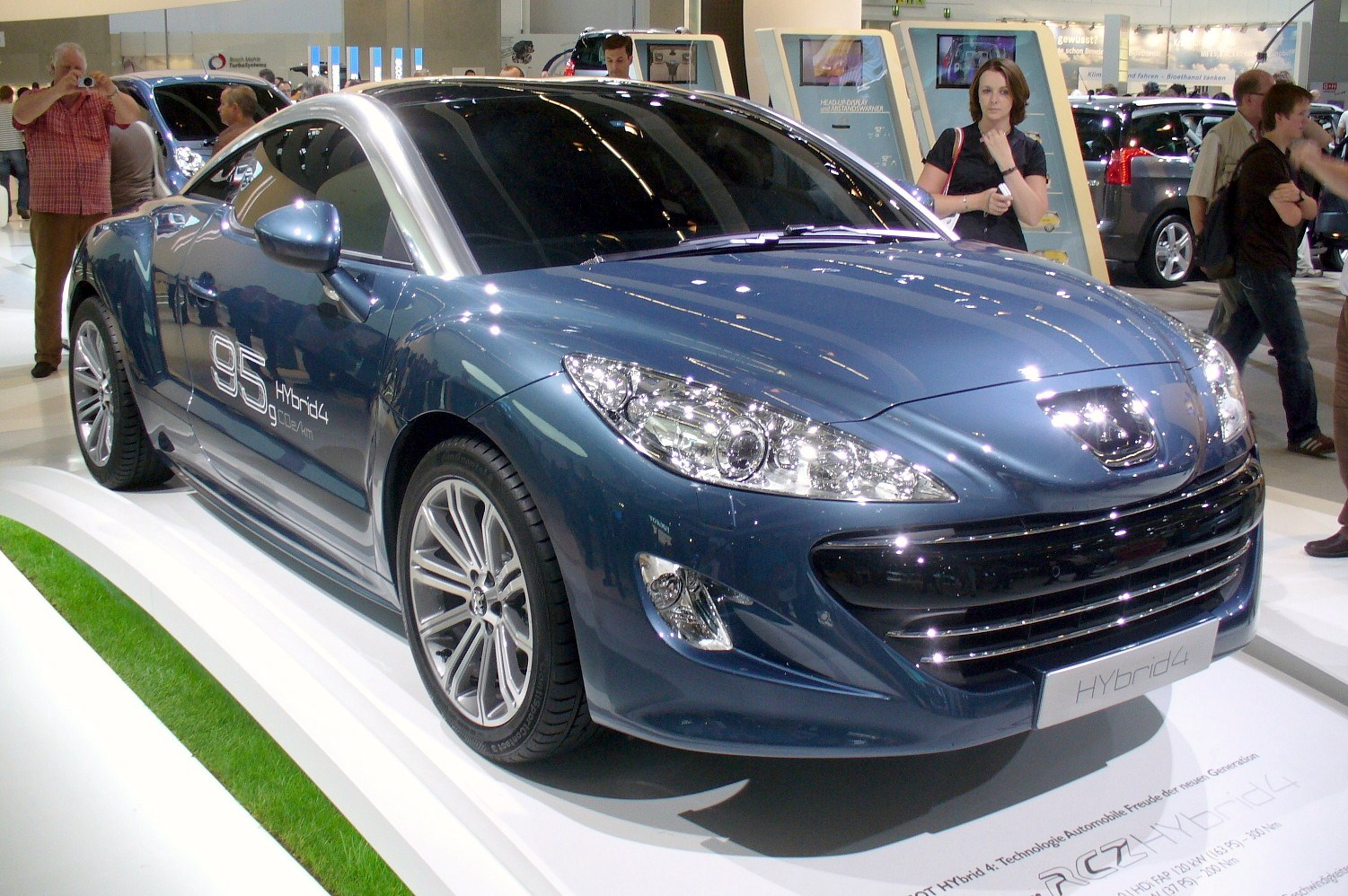
Peugeot RCZ HYbrid4, salon de Francfort, 2009.
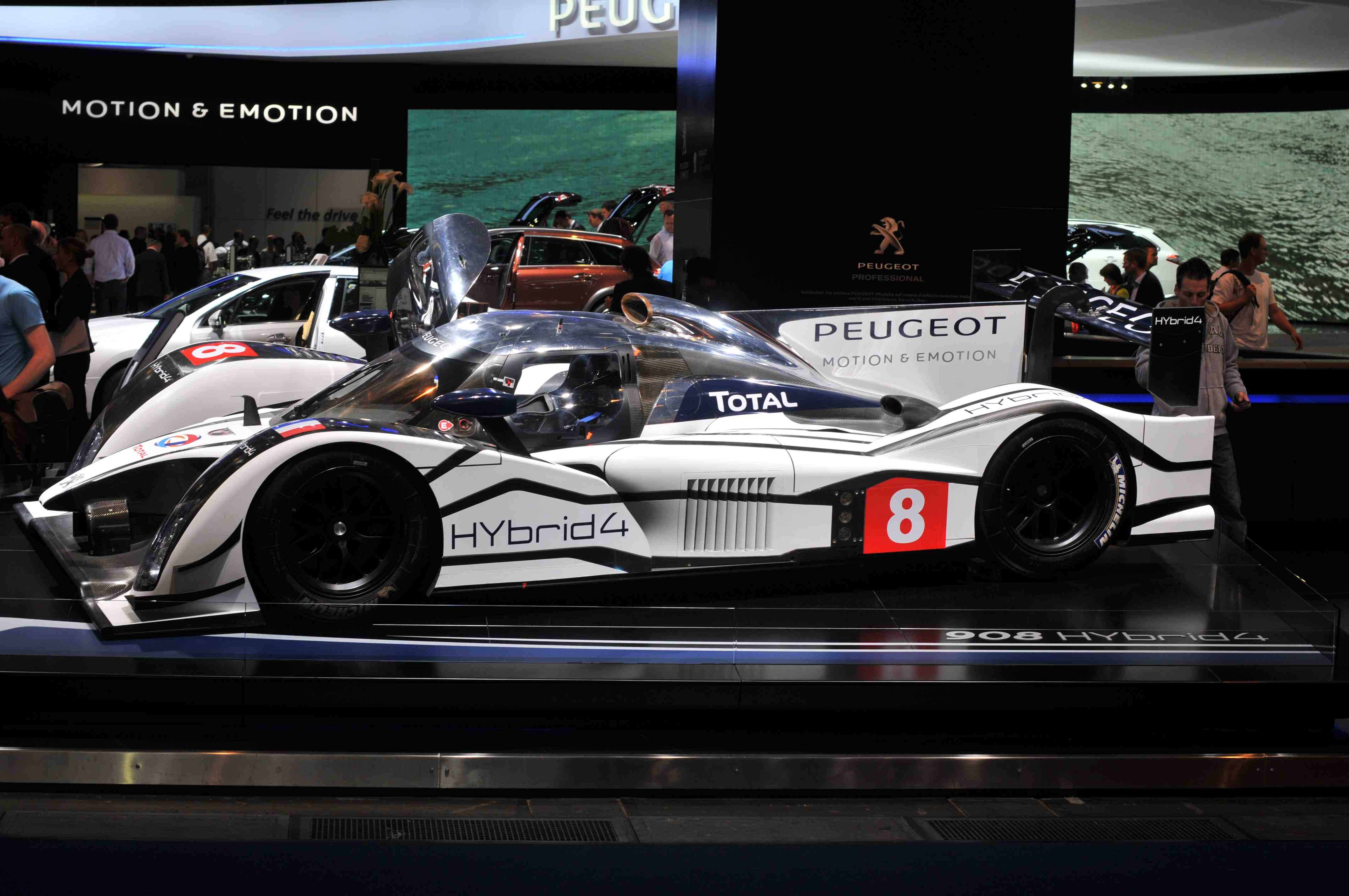
Peugeot 908 HYbrid4, salon de Francfort, 2011.
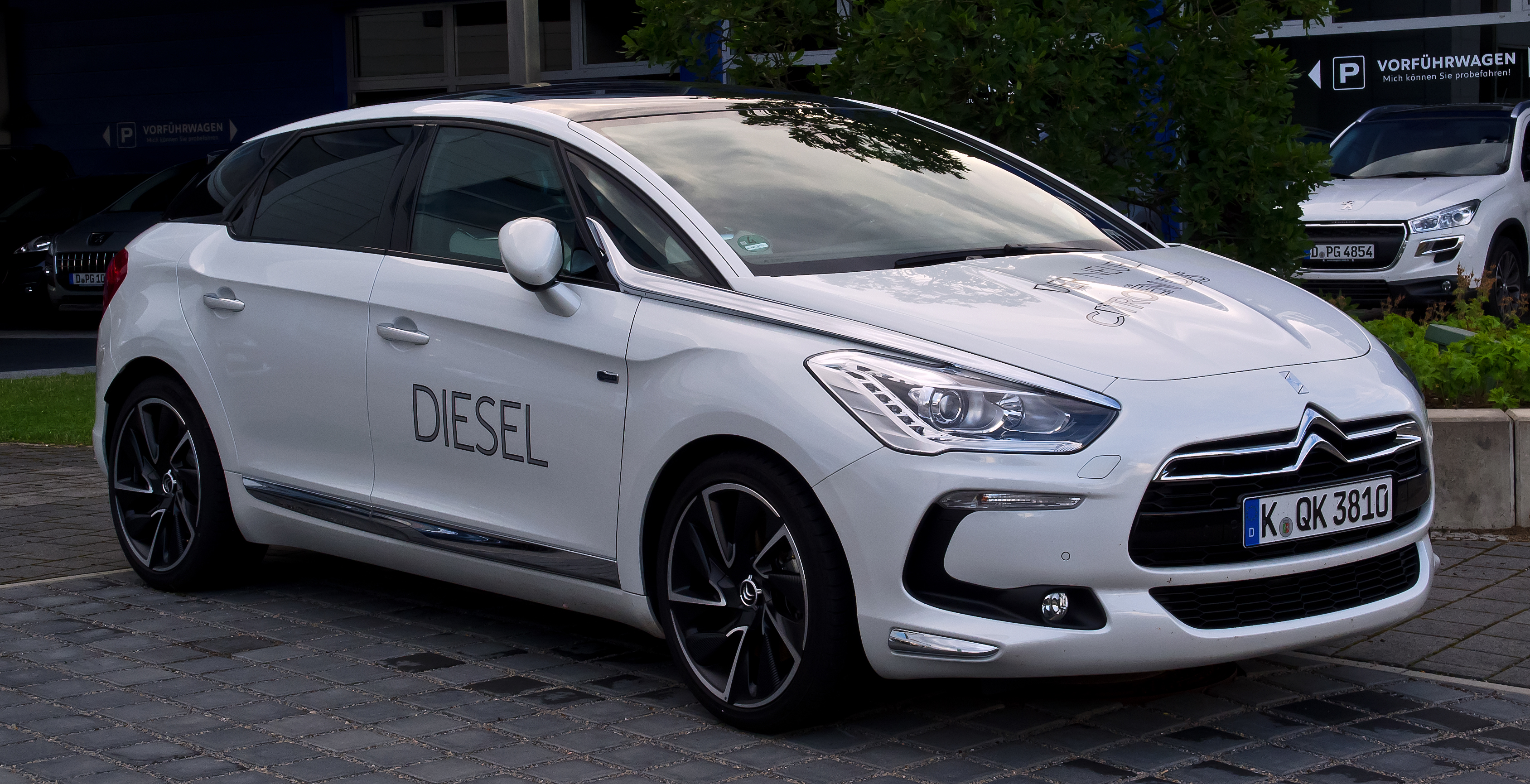
Citroën DS5 HYbrid4, 2012.
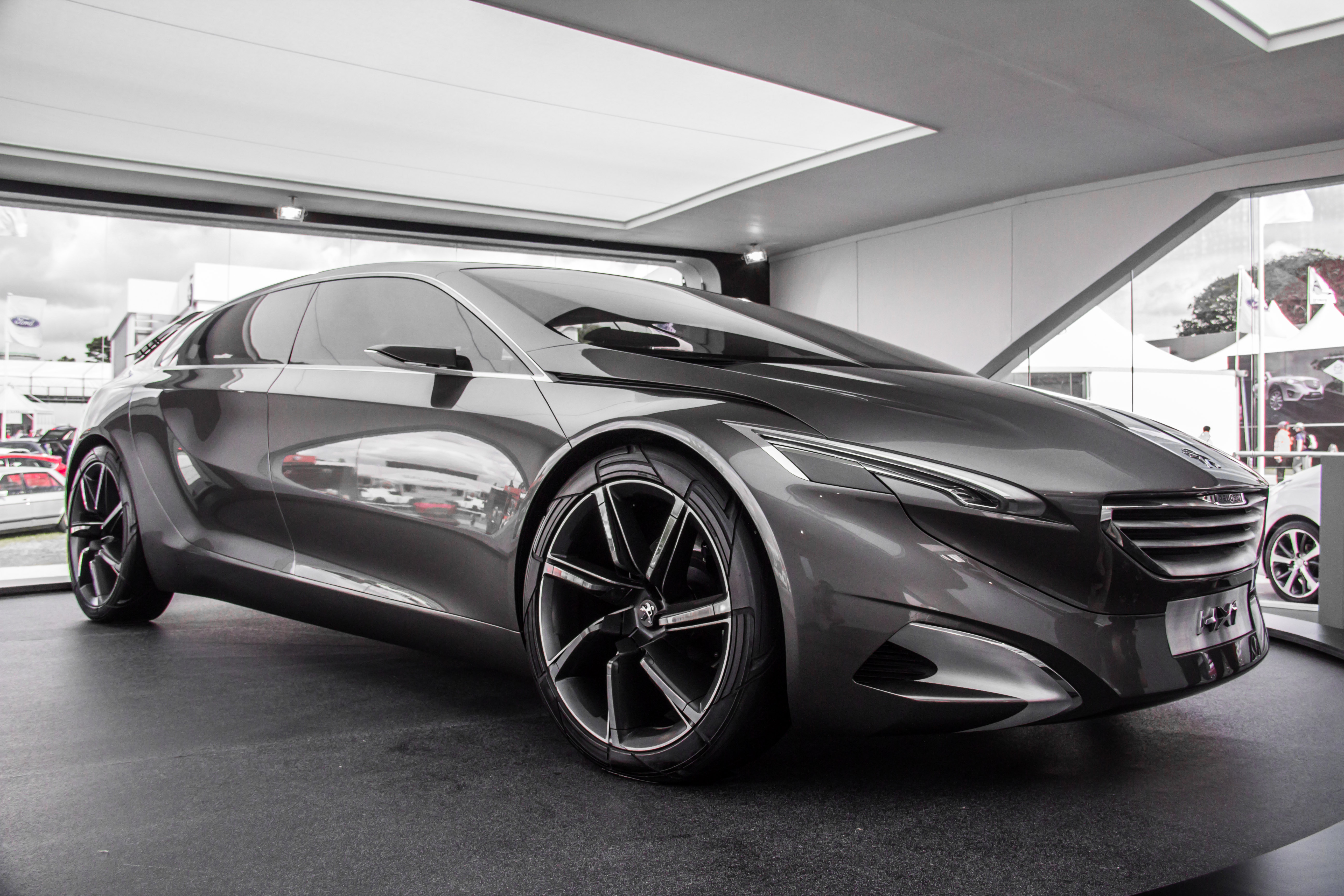
Peugeot HX1, festival de vitesse de Goodwood, 2012.
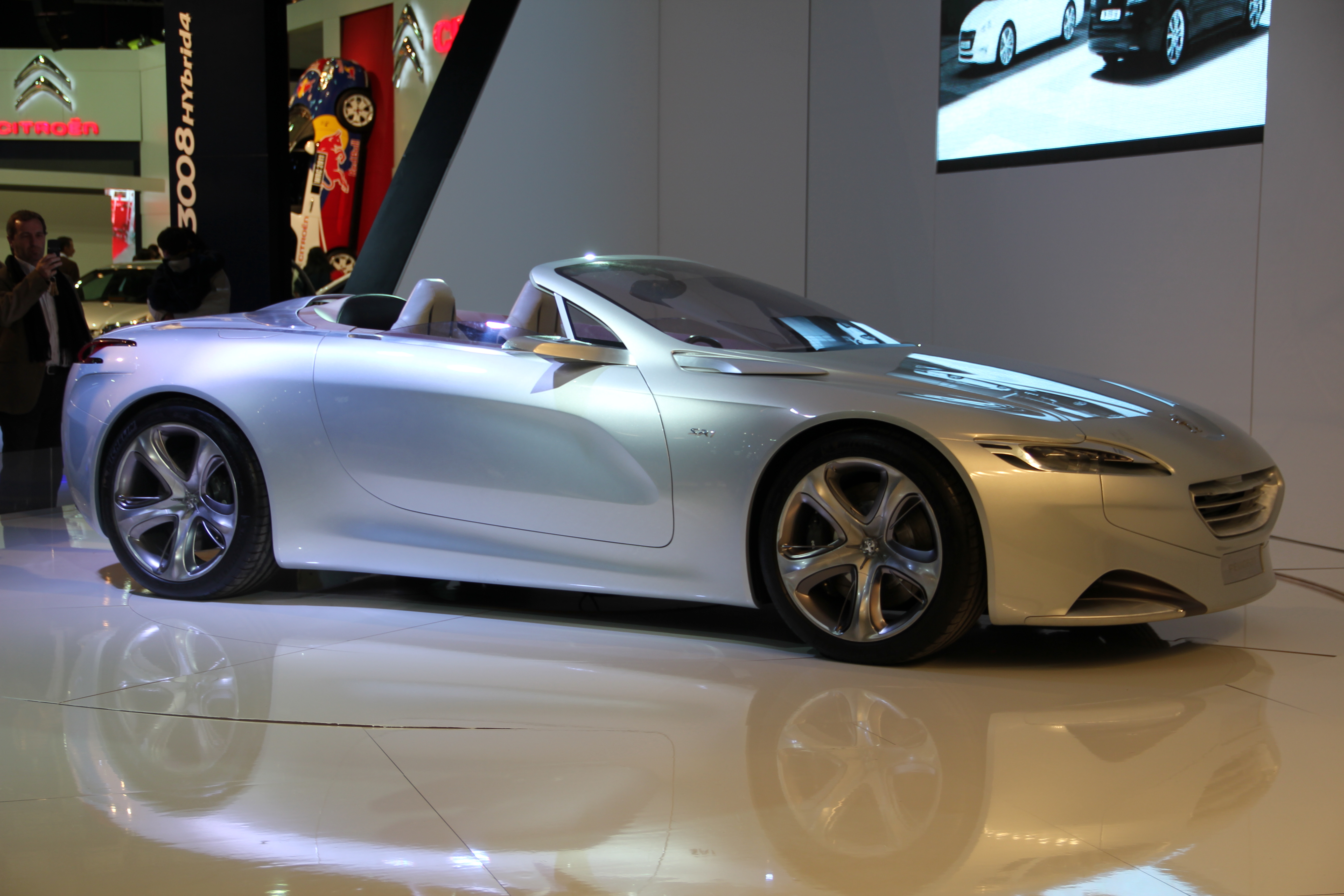
Peugeot SR1, 2010.

La technologie HYbrid4 est associée a une batterie Ni-MH (nickel-hydrure métallique) haute tension Sanyo rechargeable d'un volume de 50 litres, capable de générer un courant électrique pouvant atteindre 340 A pour une tension électrique de 300 V.

### Seconde génération (2018)

#### Description
Au Mondial Paris Motor Show 2018 le Groupe PSA présente son nouveau système Hybrid (uniquement avec la boîte automatique e-EAT8) avec deux versions :
- HYbrid "2" recevant le 1.6 PureTech 180 ch et un moteur électrique de 80 kW (109 ch) à l'avant pour une puissance cumulée de 225 ch et 360 N m de couple. Traction (transmission sur les roues avant), elle est équipée d'une batterie lithium-ion de 11,8 kWh qui lui permet de rouler 40 kilomètres en mode électrique.
- HYbrid4 recevant le 1.6 PureTech 200 ch et deux moteurs électriques de 80 kW (109 ch), un sur chaque essieu, pour une puissance cumulée de 300 ch et 520 N m de couple. Transmission intégrale (4 roues motrices), elles sont équipées d'une batterie lithium-ion de 13,2 kWh permettant de rouler une cinquantaine de kilomètres en mode électrique.

En mode tout électrique, la vitesse maximale est limitée à 135 km/h.
La recharge complète peut s’effectuer en 8 heures sur une prise standard (230 V, 16 A, 3 kW) ou en moins de 2 heures avec une Wallbox (coffret mural) de 6,6 kW 32 A.
Avec la présentation de la nouvelle berline haut de gamme de DS, PSA dévoile une nouvelle version de 250 chevaux et une toute nouvelle coiffant la gamme, une copie de la Peugeot 508 Sport Engineered avec 360 ch et une transmission intégrale.

#### Utilisation
| Marque         | Modèle              | Année | Versions                                                                             |                     |
| -------------- | ------------------- | ----- | ------------------------------------------------------------------------------------ | ------------------- |
| Citroën        | Citroën C5 Aircross | 2019  | 1.6 PureTech 180 HYbrid 225 1.6 PureTech 200 HYbrid4 300 (Chine)                     | Citroën C5 Aircross |
| Citroën        | Citroën C5 X        | 2021  | 1.6 PureTech 180 HYbrid 225 1.6 PureTech 180 HYbrid 250                              |                     |
| DS Automobiles | DS 4 II             | 2021  | 1.6 PureTech 180 HYbrid 225 1.6 PureTech 180 HYbrid 250                              |                     |
| DS Automobiles | DS 7 Crossback      | 2019  | 1.6 PureTech 180 HYbrid 225 1.6 PureTech 200 HYbrid4 300                             |                     |
| DS Automobiles | DS 9                | 2021  | 1.6 PureTech 180 HYbrid 225 1.6 PureTech 180 HYbrid 250 1.6 PureTech 225 HYbrid4 360 |                     |
| Opel           | Opel Astra          | 2021  | 1.6 PureTech 180 HYbrid 225                                                          |                     |
| Opel           | Opel Grandland X    | 2019  | 1.6 PureTech 180 HYbrid 225 1.6 PureTech 200 HYbrid4 300                             |                     |
| Peugeot        | Peugeot 308 III     | 2021  | 1.6 PureTech 180 HYbrid 225 1.6 PureTech 225 HYbrid4 360                             |                     |
| Peugeot        | Peugeot 3008 II     | 2019  | 1.6 PureTech 180 HYbrid 225 1.6 PureTech 200 HYbrid4 300                             |                     |
| Peugeot        | Peugeot 508 II      | 2019  | 1.6 PureTech 180 HYbrid 225 1.6 PureTech 225 HYbrid4 360                             |                     |